# Liga Mexicana del Pacífico 2017-18
La Temporada 2017-18 de la Liga Mexicana del Pacífico fue la 60.ª edición del torneo mexicano de béisbol y comenzó el 10 de octubre de 2017, con la visita de los Cañeros de Los Mochis a los Águilas de Mexicali. El resto de los juegos inaugurales iniciaron el día 11 de octubre de la siguiente manera: Venados vs Charros en Mazatlán, Tomateros vs Mayos en Culiacán, mientras que los Yaquis visitaron a los Naranjeros de Hermosillo. 
La primera mitad terminó el 19 de noviembre, la segunda mitad terminó el 29 de diciembre de 2017.
Buscando garantizar la imparcialidad en los juegos, se continuó utilizando la revisión instantánea (instant replay o challenge) para la temporada 2017-18, que servirá como apoyo para el cuerpo de ampáyers de la LMP.
El Home Run Derby se realizó el 20 de noviembre, al cual acudió un jugador representante de cada equipo. El mexicano José Manuel Orozco de los Tomateros de Culiacán se llevó la victoria, conectó trece cuadrangulares en la ronda final para superar a Fernando Pérez de Naranjeros de Hermosillo, quien conectó doce en la última ronda.
El Juego de Estrellas de la LMP se realizó el 20 de noviembre de 2017, en el Estadio Emilio Ibarra Almada, en Los Mochis, Sinaloa. El juego se realizó entre la Selección Norte vs la Selección Sur. 
En dicho encuentro la Zona Norte se impuso a la Zona Sur por 3-1. José Amador de los Naranjeros de Hermosillo fue elegido el jugador más valioso del encuentro. Después del juego, se efectuó una cena de gala y se entregaron los premios a los jugadores más valiosos de la temporada 2016-17.
Los Tomateros de Culiacán se coronaron campeones al superar 4-3 a los Mayos de Navojoa en la serie por el título. El juego final se disputó el 28 de enero en el Estadio Manuel Ciclón Echeverría de Navojoa, Sonora.
La Serie Final por el título de la LMP, fue transmitida por televisión en vivo y en exclusiva por ESPN2, TVC Deportes y por la plataforma LMPiTV, además de la transmisión por radio a cargo de Grupo ACIR.[cita requerida]

## Sistema de competencia

### Temporada regular
La temporada regular se divide en dos mitades, para totalizar 68 partidos para cada uno de los 8 equipos. 
La primera mitad está integrada de 35 juegos y la segunda de 33 juegos para cada club. Al término de cada mitad, se asigna a cada equipo una puntuación conforme a la posición que ocuparon en el standing, bajo el siguiente esquema:
- Primera posición: 8 puntos
- Segunda: 7 puntos
- Tercera: 6 puntos
- Cuarta: 5 puntos
- Quinta: 4,5 puntos
- Sexta: 4 puntos
- Séptima: 3,5 puntos
- Octava: 3 puntos

- Al concluir la segunda vuelta, se realiza un "Standing General de Puntos" y califican a la postemporada los 6 equipos que hayan sumados más puntos considerando las dos mitades. Simultáneamente se estructura el "Standing General de Juegos Ganados y Perdidos".

### Postemporada
Definidos los 6 equipos calificados para los playoffs, se integra un standing general sobre la base de los puntos obtenidos, de tal forma que las series se arman enfrentando al equipo 1 contra el 6, el 2 vs el 5 y el 3 vs el 4. Los equipos 1, 2 y 3 serán locales en la primera fase denominada “Repesca”
Las series de playoff serán a ganar 4 de 7 juegos posibles, bajo el esquema 2-3-2, es decir, dos juegos en la primera plaza, tres en la segunda y si es necesario, dos partidos más en la primera plaza.
Para integrar las series semifinales, se agregará a los tres ganadores un cuatro equipo “comodín” o “mejor perdedor”, el cual será definido aplicando tres criterios:
1) Mayor número de juegos ganados en la serie de “repesca”
2) Mayor promedio de “Run Average”
3) Mejor posición en el standing General de Ganados y Perdidos, considerando las dos mitades.

### Series Semifinales
Las series semifinales se armarán conforme al Standing General, General de Ganados y Perdidos, considerando las dos mitades. Al equipo calificado como “mejor perdedor” le corresponderá el número 4 y deberá enfrentar al equipo 1 en calidad de visitante.
En caso de que bajo este esquema se debieran enfrentar dos equipos que ya lo hicieron en la primera serie de playoffs, el equipo “comodín” deberá enfrentar al mejor ubicado de los otros dos equipos.

### Serie Final
La serie final será protagonizada por los equipos ganadores de las dos series semifinales, iniciándose la serie en casa del mejor clasificado del Standing General de ganados y perdidos.

## Equipos participantes
| Liga Mexicana del Pacífico 2017-18 |           |                  |                           |                          |           |
| Equipo                             | Fundación | Mánager          | Ciudad                    | Estadio                  | Capacidad |
| Águilas de Mexicali                | 1948      | Pedro Meré       | Mexicali, Baja California | B'Air                    | 17,000    |
| Cañeros de Los Mochis              | 1947      | Ramón Orantes    | Los Mochis, Sinaloa       | Emilio Ibarra Almada     | 11,000    |
| Charros de Jalisco                 | 1946      | Roberto Vizcarra | Guadalajara, Jalisco      | Panamericano             | 13,000    |
| Mayos de Navojoa                   | 1950      | Willie Romero    | Navojoa, Sonora           | Manuel Ciclón Echeverría | 11,500    |
| Naranjeros de Hermosillo           | 1944      | Lorenzo Bundy    | Hermosillo, Sonora        | Sonora                   | 16,000    |
| Tomateros de Culiacán              | 1965      | Benjamín Gil     | Culiacán, Sinaloa         | Tomateros                | 20,000    |
| Venados de Mazatlán                | 1945      | Daniel Fernández | Mazatlán, Sinaloa         | Teodoro Mariscal         | 15,000    |
| Yaquis de Ciudad Obregón           | 1947      | Juan Navarrete   | Ciudad Obregón, Sonora    | Yaquis                   | 16,000    |

## Standings

### Primera vuelta
| Equipos                  | JJ | JG | JP | PCT  | JV  | PTS |
| ------------------------ | -- | -- | -- | ---- | --- | --- |
| Naranjeros de Hermosillo | 35 | 20 | 15 | .571 | -   | 8.0 |
| Tomateros de Culiacán    | 35 | 20 | 15 | .571 | -   | 7.0 |
| Venados de Mazatlán      | 35 | 20 | 15 | .571 | -   | 6.0 |
| Charros de Jalisco       | 35 | 19 | 16 | .543 | 1.0 | 5.0 |
| Mayos de Navojoa         | 35 | 18 | 17 | .514 | 2.0 | 4.5 |
| Águilas de Mexicali      | 35 | 16 | 19 | .457 | 4.0 | 4.0 |
| Cañeros de Los Mochis    | 35 | 14 | 21 | .400 | 6.0 | 3.5 |
| Yaquis de Ciudad Obregón | 35 | 13 | 22 | .371 | 7.0 | 3.0 |

Nota: El empate entre Hermosillo, Culiacán y Mazatlán se definió por el criterio del dominio.

### Segunda vuelta
| Equipos                  | JJ | JG | JP | PCT  | JV   | PTS |
| ------------------------ | -- | -- | -- | ---- | ---- | --- |
| Águilas de Mexicali      | 33 | 26 | 7  | .788 | -    | 8.0 |
| Mayos de Navojoa         | 33 | 20 | 13 | .606 | 6.0  | 7.0 |
| Tomateros de Culiacán    | 33 | 19 | 14 | .576 | 7.0  | 6.0 |
| Venados de Mazatlán      | 33 | 17 | 16 | .515 | 9.0  | 5.0 |
| Charros de Jalisco       | 32 | 16 | 16 | .500 | 9.5  | 4.5 |
| Yaquis de Ciudad Obregón | 33 | 14 | 19 | .424 | 12.0 | 4.0 |
| Naranjeros de Hermosillo | 32 | 13 | 19 | .406 | 12.5 | 3.5 |
| Cañeros de Los Mochis    | 33 | 6  | 27 | .182 | 20.0 | 3.0 |

### General
| Equipos                  | JJ | JG | JP | PCT  | JV   |
| ------------------------ | -- | -- | -- | ---- | ---- |
| Águilas de Mexicali      | 68 | 42 | 26 | .618 | -    |
| Tomateros de Culiacán    | 68 | 39 | 29 | .574 | 3.0  |
| Mayos de Navojoa         | 68 | 38 | 30 | .559 | 4.0  |
| Venados de Mazatlán      | 68 | 37 | 31 | .544 | 5.0  |
| Charros de Jalisco       | 67 | 35 | 32 | .522 | 6.5  |
| Naranjeros de Hermosillo | 67 | 33 | 34 | .493 | 8.5  |
| Yaquis de Ciudad Obregón | 68 | 27 | 41 | .397 | 15.0 |
| Cañeros de Los Mochis    | 68 | 20 | 48 | .294 | 22.0 |

### Puntos
| Equipos                  | 1V  | 2V  | TOTAL |
| ------------------------ | --- | --- | ----- |
| Tomateros de Culiacán    | 7.0 | 6.0 | 13.0  |
| Águilas de Mexicali      | 4.0 | 8.0 | 12.0  |
| Mayos de Navojoa         | 4.5 | 7.0 | 11.5  |
| Naranjeros de Hermosillo | 8.0 | 3.5 | 11.5  |
| Venados de Mazatlán      | 6.0 | 5.0 | 11.0  |
| Charros de Jalisco       | 5.0 | 4.5 | 9.5   |
| Yaquis de Ciudad Obregón | 3.0 | 4.0 | 7.0   |
| Cañeros de Los Mochis    | 3.5 | 3.0 | 6.5   |

| Avanza a los playoffs |

## Playoffs
|  | Primer Play Off | Primer Play Off | Primer Play Off |          |   | Semifinales      | Semifinales      | Semifinales      |   |  | Final            | Final            | Final            |  |
|  | 1 - 8 de enero  | 1 - 8 de enero  | 1 - 8 de enero  |          |   | 10 - 17 de enero | 10 - 17 de enero | 10 - 17 de enero |   |  | 20 - 28 de enero | 20 - 28 de enero | 20 - 28 de enero |  |
|  |                 |                 |                 |          |   |                  |                  |                  |   |  |                  |                  |                  |  |
|  |                 |                 |                 |          |   |                  |                  |                  |   |  |                  |                  |                  |  |
|  | 5               | Mazatlán        | 2               |          |   |                  |                  |                  |   |  |                  |                  |                  |  |
|  | 5               | Mazatlán        | 2               |          |   |                  |                  |                  |   |  |                  |                  |                  |  |
|  | 2               | Mexicali        | 4               |          |   |                  |                  |                  |   |  |                  |                  |                  |  |
|  | 2               | Mexicali        | 4               |          | 1 | Culiacán         | 4                |                  |   |  |                  |                  |                  |  |
|  |                 |                 |                 |          | 1 | Culiacán         | 4                |                  |   |  |                  |                  |                  |  |
|  |                 |                 | 2               | Mexicali | 0 |                  |                  |                  |   |  |                  |                  |                  |  |
|  |                 |                 | 2               | Mexicali | 0 |                  |                  |                  |   |  |                  |                  |                  |  |
|  |                 |                 |                 |          |   |                  |                  |                  |   |  |                  |                  |                  |  |
|  |                 |                 |                 |          |   |                  |                  |                  |   |  |                  |                  |                  |  |
|  |                 |                 |                 |          |   |                  | 1                | Culiacán         | 4 |  |                  |                  |                  |  |
|  |                 |                 |                 |          |   |                  |                  |                  | 4 |  |                  |                  |                  |  |
|  |                 |                 | 3               | Navojoa  | 3 |                  |                  |                  |   |  |                  |                  |                  |  |
|  | 6               | Jalisco         | 3               | Navojoa  | 3 | 4                |                  |                  |   |  |                  |                  |                  |  |
|  | 6               | Jalisco         |                 |          |   |                  |                  |                  |   |  |                  |                  |                  |  |
|  | 1               | Culiacán        | 3               |          |   |                  |                  |                  |   |  |                  |                  |                  |  |
|  | 1               | Culiacán        | 3               |          | 6 | Jalisco          | 2                |                  |   |  |                  |                  |                  |  |
|  |                 |                 |                 |          | 6 | Jalisco          | 2                |                  |   |  |                  |                  |                  |  |
|  |                 |                 | 3               | Navojoa  | 4 |                  |                  |                  |   |  |                  |                  |                  |  |
|  | 4               | Hermosillo      | 3               | Navojoa  | 4 | 1                |                  |                  |   |  |                  |                  |                  |  |
|  | 4               | Hermosillo      |                 |          |   |                  |                  |                  |   |  |                  |                  |                  |  |
|  | 3               | Navojoa         | 4               |          |   |                  |                  |                  |   |  |                  |                  |                  |  |
|  | 3               | Navojoa         | 4               |          |   |                  |                  |                  |   |  |                  |                  |                  |  |
|  |                 |                 |                 |          |   |                  |                  |                  |   |  |                  |                  |                  |  |

### Primer Play Off
| Equipos                  | JJ | JG | JP | JV  | PCT  | RA     |
| ------------------------ | -- | -- | -- | --- | ---- | ------ |
| Mayos de Navojoa         | 5  | 4  | 1  | -   | .800 | 320.00 |
| Águilas de Mexicali      | 6  | 4  | 2  | -   | .667 | 158.33 |
| Charros de Jalisco       | 7  | 4  | 3  | -   | .571 | 122.72 |
| Tomateros de Culiacán    | 7  | 3  | 4  | 1.0 | .429 | 81.48  |
| Venados de Mazatlán      | 6  | 2  | 4  | 2.0 | .333 | 63.16  |
| Naranjeros de Hermosillo | 5  | 1  | 4  | 3.0 | .200 | 31.25  |

| Avanza a semifinales |

| Avanza como comodín |

### Semifinales
| Equipos               | JJ | JG | JP | JV  | PCT   | RA     |
| --------------------- | -- | -- | -- | --- | ----- | ------ |
| Tomateros de Culiacán | 4  | 4  | 0  | -   | 1.000 | 230.00 |
| Mayos de Navojoa      | 6  | 4  | 2  | -   | .667  | 183.33 |
| Charros de Jalisco    | 6  | 2  | 4  | 2.0 | .333  | 54.54  |
| Águilas de Mexicali   | 4  | 0  | 4  | 4.0 | .000  | 43.47  |

| Avanza a la Final |

### Final
| Equipos               | JJ | JG | JP | JV | PCT  |
| --------------------- | -- | -- | -- | -- | ---- |
| Tomateros de Culiacán | 7  | 4  | 3  | -  | .571 |
| Mayos de Navojoa      | 7  | 3  | 4  | -  | .429 |

| Campeón |

## Cuadro de honor
| Equipos                  | Posición   |
| ------------------------ | ---------- |
| Tomateros de Culiacán    | Campeón    |
| Mayos de Navojoa         | Subcampeón |
| Charros de Jalisco       | 3° Lugar   |
| Águilas de Mexicali      | 4° Lugar   |
| Venados de Mazatlán      | 5° Lugar   |
| Naranjeros de Hermosillo | 6° Lugar   |
| Yaquis de Ciudad Obregón | 7° Lugar   |
| Cañeros de Los Mochis    | 8° Lugar   |

## Juego de Estrellas
El Juego de Estrellas de la LMP se realizó el 20 de noviembre de 2017, en el Estadio Emilio Ibarra Almada, en Los Mochis, Sinaloa.
El juego se realizó entre la Selección Norte conformada por jugadores de Águilas de Mexicali,  Naranjeros de Hermosillo, Yaquis de Ciudad Obregón y Mayos de Navojoa vs la Selección Sur conformada con jugadores de Cañeros de Los Mochis, Tomateros de Culiacán, Venados de Mazatlán y Charros de Jalisco. 
En dicho encuentro la Zona Norte se impuso a la Zona Sur por 3-1. José Amador de los Naranjeros de Hermosillo fue elegido el jugador más valioso del encuentro. Después del juego, se efectuó una cena de gala y se entregaron los premios a los jugadores más valiosos de la temporada 2016-17.
Los rosters de ambos equipos estuvieron conformados por 24 jugadores, siendo elegidos los dos jugadores con más votos por posición, los cuales fueron seleccionados por los aficionados.
El Juego de Estrellas 2017 fue transmitido en vivo por televisión por TVC Deportes.

### Tirilla
| Equipo                                                           | 1 | 2 | 3 | 4 | 5 | 6 | 7 | 8 | 9 | C | H | E |
| ---------------------------------------------------------------- | - | - | - | - | - | - | - | - | - | - | - | - |
| Zona Norte                                                       | 0 | 0 | 0 | 1 | 0 | 0 | 2 | 0 | 0 | 3 | 8 | 1 |
| Zona Sur                                                         | 0 | 0 | 0 | 0 | 0 | 0 | 0 | 0 | 1 | 1 | 9 | 1 |
| G: José Manuel López; P: Luis Iván Rodríguez; SV: Daniel Moskos. |   |   |   |   |   |   |   |   |   |   |   |   |
| HR: NTE - José Amador. ASIST: 7,968.                             |   |   |   |   |   |   |   |   |   |   |   |   |

### Home Run Derby
El Home Run Derby se realizó el 20 de noviembre, al cual acudió un jugador representante de cada equipo. El mexicano José Manuel Orozco de los Tomateros de Culiacán se llevó la victoria, conectó trece cuadrangulares en la ronda final para superar a Fernando Pérez de Naranjeros de Hermosillo, quien conectó doce en la última ronda.

#### Jugadores participantes
| Nombre             | Equipo                | HR |
| ------------------ | --------------------- | -- |
| Yadir Drake        | Cañeros de Los Mochis | 8  |
| José Manuel Orozco | Tomateros de Culiacán | 39 |
| Esteban Quiroz     | Venados de Mazatlán   | 29 |
| Japhet Amador      | Charros de Jalisco    | 11 |

| Nombre         | Equipo                   | HR |
| -------------- | ------------------------ | -- |
| CJ Retherford  | Águilas de Mexicali      | 7  |
| Fernando Pérez | Naranjeros de Hermosillo | 40 |
| Cedric Hunter  | Yaquis de Ciudad Obregón | 8  |
| Jovan Rosa     | Mayos de Navojoa         | 3  |

#### Rondas Home Run Derby
|  | 1ª Ronda                 | 1ª Ronda                 | 1ª Ronda                 |                          |                      | Semifinales          | Semifinales | Semifinales |  |                      | Final                | Final | Final |  |
|  |                          |                          |                          |                          |                      |                      |             |             |  |                      |                      |       |       |  |
|  |                          |                          |                          |                          |                      |                      |             |             |  |                      |                      |       |       |  |
|  | Fernando Pérez (HER)     | Fernando Pérez (HER)     | 10                       |                          |                      |                      |             |             |  |                      |                      |       |       |  |
|  | Fernando Pérez (HER)     | Fernando Pérez (HER)     | 10                       |                          |                      |                      |             |             |  |                      |                      |       |       |  |
|  | Cedric Hunter (OBR)      | Cedric Hunter (OBR)      | 8                        |                          |                      |                      |             |             |  |                      |                      |       |       |  |
|  | Cedric Hunter (OBR)      | Cedric Hunter (OBR)      | 8                        |                          | Fernando Pérez (HER) | Fernando Pérez (HER) | 18          |             |  |                      |                      |       |       |  |
|  |                          |                          |                          |                          | Fernando Pérez (HER) | Fernando Pérez (HER) | 18          |             |  |                      |                      |       |       |  |
|  |                          |                          | CJ Retherford (MXL)      | CJ Retherford (MXL)      | 3                    |                      |             |             |  |                      |                      |       |       |  |
|  | Jovan Rosa(NAV)          | Jovan Rosa(NAV)          | CJ Retherford (MXL)      | CJ Retherford (MXL)      | 3                    | 3                    |             |             |  |                      |                      |       |       |  |
|  | Jovan Rosa(NAV)          | Jovan Rosa(NAV)          |                          |                          |                      |                      |             |             |  |                      |                      |       |       |  |
|  | CJ Retherford (MXL)      | CJ Retherford (MXL)      | 4                        |                          |                      |                      |             |             |  |                      |                      |       |       |  |
|  | CJ Retherford (MXL)      | CJ Retherford (MXL)      | 4                        |                          |                      |                      |             |             |  | Fernando Pérez (HER) | Fernando Pérez (HER) | 12    |       |  |
|  |                          |                          |                          |                          |                      |                      |             |             |  | Fernando Pérez (HER) | Fernando Pérez (HER) | 12    |       |  |
|  |                          |                          | José Manuel Orozco (CUL) | José Manuel Orozco (CUL) | 13                   |                      |             |             |  |                      |                      |       |       |  |
|  | Esteban Quiroz (MAZ)     | Esteban Quiroz (MAZ)     | José Manuel Orozco (CUL) | José Manuel Orozco (CUL) | 13                   | 16                   |             |             |  |                      |                      |       |       |  |
|  | Esteban Quiroz (MAZ)     | Esteban Quiroz (MAZ)     |                          |                          |                      |                      |             |             |  |                      |                      |       |       |  |
|  | Yadir Drake (MOC)        | Yadir Drake (MOC)        | 8                        |                          |                      |                      |             |             |  |                      |                      |       |       |  |
|  | Yadir Drake (MOC)        | Yadir Drake (MOC)        | 8                        |                          | Esteban Quiroz (MAZ) | Esteban Quiroz (MAZ) | 13          |             |  |                      |                      |       |       |  |
|  |                          |                          |                          |                          | Esteban Quiroz (MAZ) | Esteban Quiroz (MAZ) | 13          |             |  |                      |                      |       |       |  |
|  |                          |                          | José Manuel Orozco (CUL) | José Manuel Orozco (CUL) | 14                   |                      |             |             |  |                      |                      |       |       |  |
|  | Japhet Amador (JAL)      | Japhet Amador (JAL)      | José Manuel Orozco (CUL) | José Manuel Orozco (CUL) | 14                   | 11                   |             |             |  |                      |                      |       |       |  |
|  | Japhet Amador (JAL)      | Japhet Amador (JAL)      |                          |                          |                      |                      |             |             |  |                      |                      |       |       |  |
|  | José Manuel Orozco (CUL) | José Manuel Orozco (CUL) | 12                       |                          |                      |                      |             |             |  |                      |                      |       |       |  |
|  | José Manuel Orozco (CUL) | José Manuel Orozco (CUL) | 12                       |                          |                      |                      |             |             |  |                      |                      |       |       |  |
|  |                          |                          |                          |                          |                      |                      |             |             |  |                      |                      |       |       |  |

#### Tabla de posiciones
| Jugador            | Equipo                   | 1ª Ronda | 2ª Ronda | Final | Total |
| ------------------ | ------------------------ | -------- | -------- | ----- | ----- |
| José Manuel Orozco | Tomateros de Culiacán    | 12       | 14       | 13    | 39    |
| Fernando Pérez     | Naranjeros de Hermosillo | 10       | 18       | 12    | 40    |
| Esteban Quiroz     | Venados de Mazatlán      | 16       | 13       | -     | 29    |
| CJ Retherford      | Águilas de Mexicali      | 4        | 3        | -     | 7     |
| Japhet Amador      | Charros de Jalisco       | 11       | -        | -     | 11    |
| Yadir Drake        | Cañeros de Los Mochis    | 8        | -        | -     | 8     |
| Cedric Hunter      | Yaquis de Ciudad Obregón | 8        | -        | -     | 8     |
| Jovan Rosa         | Mayos de Navojoa         | 3        | -        | -     | 3     |

## Líderes
A continuación se muestran los lideratos tanto individuales como colectivos de los diferentes departamentos de bateo y de pitcheo

### Bateo
| Categoría               | Individual                                                                     | Marca | Colectivo             | Marca |
| ----------------------- | ------------------------------------------------------------------------------ | ----- | --------------------- | ----- |
| Porcentaje              | Sebastián Elizalde (CLN)                                                       | .380  | Charros de Jalisco    | .282  |
| Carreras Producidas     | José M. Rodríguez (JAL)                                                        | 58    | Charros de Jalisco    | 327   |
| Home Runs               | Randy Arozarena (NAV)                                                          | 14    | Mayos de Navojoa      | 59    |
| Carreras Anotadas       | José M. Rodríguez (JAL)                                                        | 50    | Charros de Jalisco    | 346   |
| Hits                    | Sebastián Elizalde (CLN) José M. Rodríguez (JAL)                               | 95    | Charros de Jalisco    | 645   |
| Dobles                  | Randy Arozarena (NAV) José M. Rodríguez (JAL)                                  | 25    | Charros de Jalisco    | 115   |
| Triples                 | Leo Germán (MXL) Fernando Pérez (HMO) Jeremías Pineda (MAZ) Alan Sánchez (NAV) | 3     | Venados de Mazatlán   | 13    |
| Bases Robadas           | Jeremías Pineda (MAZ)                                                          | 31    | Tomateros de Culiacán | 72    |
| Slugging                | José M. Rodríguez (JAL)                                                        | .586  | Charros de Jalisco    | .411  |
| Porcentaje de Embasarse | Sebastián Elizalde (CLN)                                                       | .446  | Charros de Jalisco    | .359  |

### Pitcheo
| Categoría        | Individual                                                   | Marca | Colectivo                                                    | Marca |
| ---------------- | ------------------------------------------------------------ | ----- | ------------------------------------------------------------ | ----- |
| Efectividad      | Rolando Valdez (MXL)                                         | 1.74  | Águilas de Mexicali                                          | 2.85  |
| Juegos Ganados   | Mitch Lively (MAZ)                                           | 9     | Águilas de Mexicali                                          | 42    |
| Ponches          | Tyler Alexander (JAL)                                        | 66    | Charros de Jalisco                                           | 491   |
| Juegos Salvados  | Manny Acosta (OBR)                                           | 17    | Águilas de Mexicali                                          | 27    |
| Juegos Lanzados  | Edgar Gómez (MXL) Santiago Gutiérrez (MOC)                   | 40    |                                                              |       |
| Innings Lanzados | Javier Solano (MXL)                                          | 81.2  | Tomateros de Culiacán                                        | 626.2 |
| Juegos Completos | Tyler Alexander (JAL) Edgar González(CLN) Mitch Lively (MAZ) | 1     | Tomateros de Culiacán Venados de Mazatlán Charros de Jalisco | 1     |
| Blanqueadas      | Mitch Lively (MAZ)                                           | 1     | Venados de Mazatlán                                          | 10    |

## Designaciones
| Designación                           | Trofeo             | Ganador               | Equipo                |
| ------------------------------------- | ------------------ | --------------------- | --------------------- |
| Jugador Más Valioso                   | Héctor Espino      | José Manuel Rodríguez | Charros de Jalisco    |
| Pitcher del Año                       | Vicente Romo       | Mitch Lively          | Venados de Mazatlán   |
| Relevista del Año                     | Isidro Márquez     | Daniel Moskos         | Mayos de Navojoa      |
| Novato del año                        | Baldomero Almada   | Jaime Lugo            | Mayos de Navojoa      |
| Mánager del Año                       | Benjamín Reyes     | Willy Romero          | Mayos de Navojoa      |
| Mánager Campeón                       | Francisco Estrada  | Benjamín Gil          | Tomateros de Culiacán |
| Jugador más Valioso de la Serie Final |                    | Joey Meneses          | Tomateros de Culiacán |
| Campeón de Bateo                      | Matías Carrillo    | Sebastián Elizalde    | Tomateros de Culiacán |
| Campeón de Pitcheo                    |                    | Rolando Valdez        | Águilas de Mexicali   |
| Campeón de Cuadrangulares             | Ronnie Camacho     | Randy Arozarena       | Mayos de Navojoa      |
| Ejecutivo del año                     | Horacio López Díaz | Héctor Ley López      | Tomateros de Culiacán |
| Gerente del año                       | Abundio Vargas     | Mario Valdez          | Tomateros de Culiacán |

## Guantes de Oro
A continuación se muestran a los ganadores de los Guantes de Oro de la temporada.
| Posición | Jugador                      | Equipo                               |
| 1B       | Jesús Castillo CJ Retherford | Mayos de Navojoa Águilas de Mexicali |
| 2B       | José Manuel Rodríguez        | Charros de Jalisco                   |
| 3B       | Agustín Murillo              | Charros de Jalisco                   |
| SS       | Jorge Flores                 | Naranjeros de Hermosillo             |
| JD       | Edson García                 | Charros de Jalisco                   |
| JC       | Alejandro González           | Mayos de Navojoa                     |
| JI       | Randy Arozarena              | Mayos de Navojoa                     |
| C        | Gilberto Galaviz             | Venados de Mazatlán                  |
| P        | Edgar González               | Tomateros de Culiacán                |

## Datos sobresalientes
- Sebastián Elizalde se convirtió en el tercer jugador de Tomateros de Culiacán en ser campeón bateador luego de que Matt Stark en las temporadas 1997-98 y 1998-99 y Adán Muñoz en la temporada 2004-05 lo lograran de igual manera con el uniforme guinda.

- Anthony Vásquez el 13 de enero ante Águilas de Mexicali se convirtió en el primer lanzador en lanzar una blanqueada en serie semifinal desde Alberto Castillo Betancourt jugando para Cañeros de Los Mochis en la temporada 2008-09 enfrentando a Naranjeros de Hermosillo.

- Anthony Vásquez el 20 de enero ante Mayos de Navojoa se convirtió en el primer lanzador en lanzar una blanqueada en serie final desde Edgar González jugando para Naranjeros de Hermosillo en la temporada 2009-10 enfrentando a Venados de Mazatlán.